# Elbow (fiume)
L'Elbow è un fiume del Canada lungo circa 120 chilometri. Nasce in Alberta sulle Montagne Rocciose Canadesi e, dopo aver, attraversato Calgary, unisce le sue acque a quelle del fiume Bow.